# Franziskanerkloster Široki Brijeg

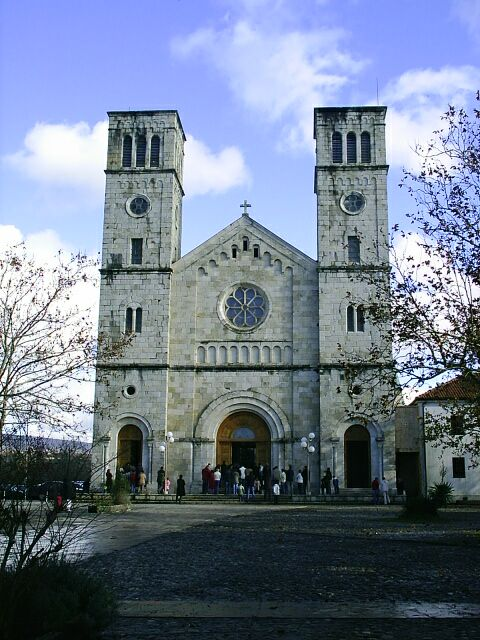
Klosterkirche Mariä Himmelfahrt mit angrenzendem Konvent in Široki Brijeg.

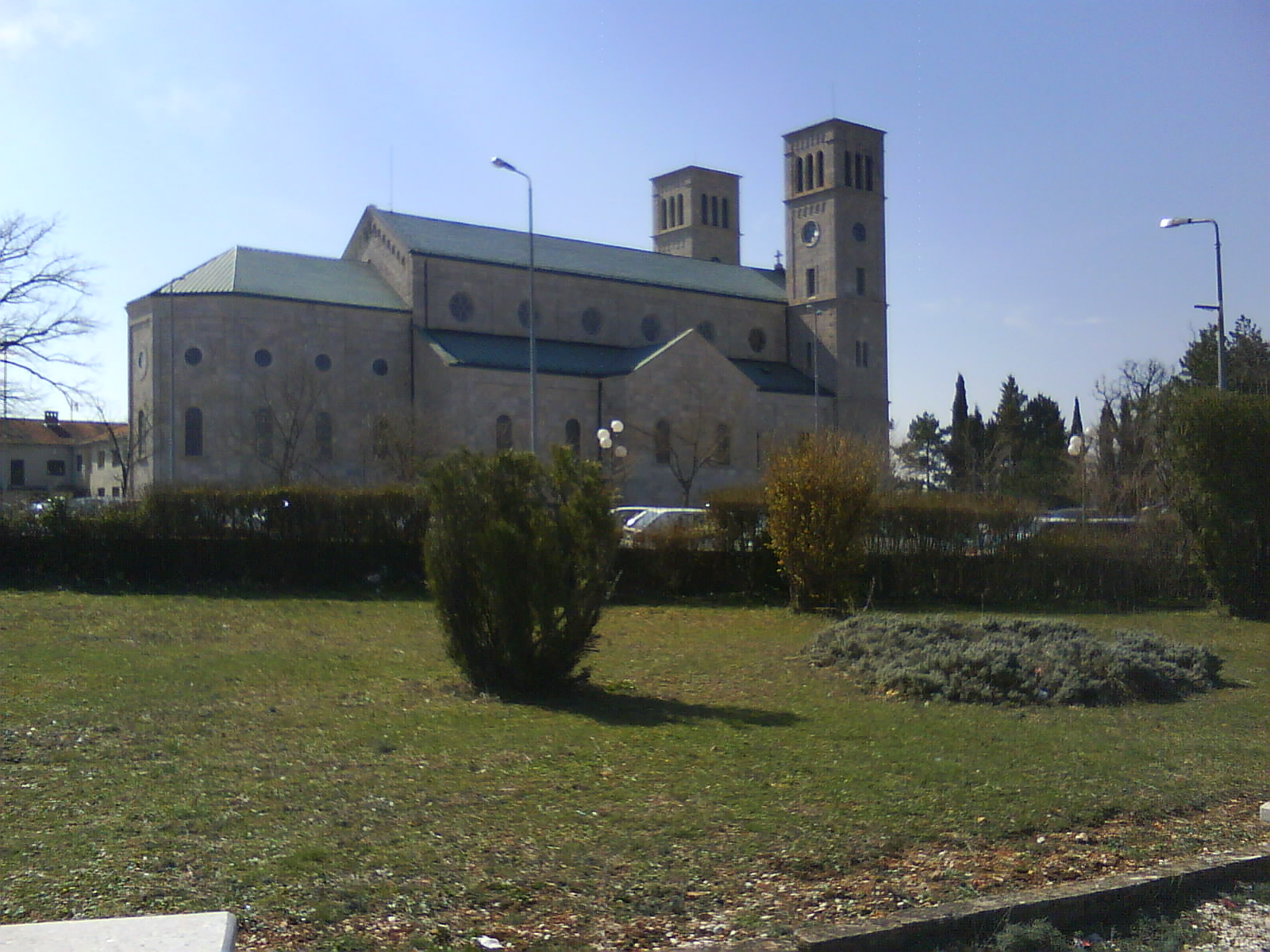
Klosterkirche Mariä Himmelfahrt in Seitenansicht (2009).

Das Franziskanerkloster Široki Brijeg (kroatisch Franjevački samostan Široki Brijeg) ist ein Kloster der Franziskaner (OFM) im gleichnamigen Ort in Bosnien und Herzegowina.
Die ab der zweiten Hälfte des 19. Jahrhunderts erbaute Klosteranlage mit der Klosterkirche Mariä Himmelfahrt (crkva Uznesenja Blažene Djevice Marije) ist Namensgeberin und Wahrzeichen der Stadt Široki Brijeg. 
Das Franziskanerkloster Široki Brijeg ist der religiöse Mittelpunkt der westlichen Herzegowina und wird alljährlich von römisch-katholischen Pilgern aus aller Welt (vor allem Italien) besucht.
Die Klosteranlage wurde 2007 zum nationalen Denkmal erklärt.

## Geschichte
Wesir Ali Pascha Rizvanbegović erwirkte 1846 bei der Hohen Pforte in Istanbul einen Ferman, welcher den Franziskanern erlaubte, das Kloster zu errichten. Der 1846 gegründete und bis 1860 erbaute Konvent der Franziskaner-Observanten war die erste Klostergründung in der Herzegowina unter osmanischer Herrschaft. 
Die Erstausstattung des Klosters mit Lebensmitteln, landwirtschaftlichem Gerät und Geld unterstützte Rizvanbegović großzügig. Damit war ein lange gehegter Wunsch vieler herzegowinischer Ordensbrüder nach einem eigenen Kloster verwirklicht. Über dem Eingang des Klosters brachten die herzegowinischen Franziskaner eine 1947 zerstörte Tafel mit folgender Inschrift an:

„ODCIPLJENI. OD BOSNE
BREZ. KRUHA. I. KROVA
BOGATI. SAMO. NADOM. U BOGA
OVI. SAMOSTAN. SA. CRKVOM
IZ TEMELJA. DNE. 23. SRPNJA. 1846.
POD. OKRILJEM. UZNESENJA. GOSPINA
NA. NEBO. FRANJEVCI. HERCEGOVAČKI
PODIGOŠE.“

„Nun getrennt von Bosnien, ohne Brot und ohne Dach. Reich nur in der Hoffnung in den Herrn. Dieses Kloster mit dem Grundstein vom 23. Juli 1846 errichten wir herzegowinische Franziskaner unter dem Schutz der himmlischen Erhabenheit der Jungfrau Maria.“

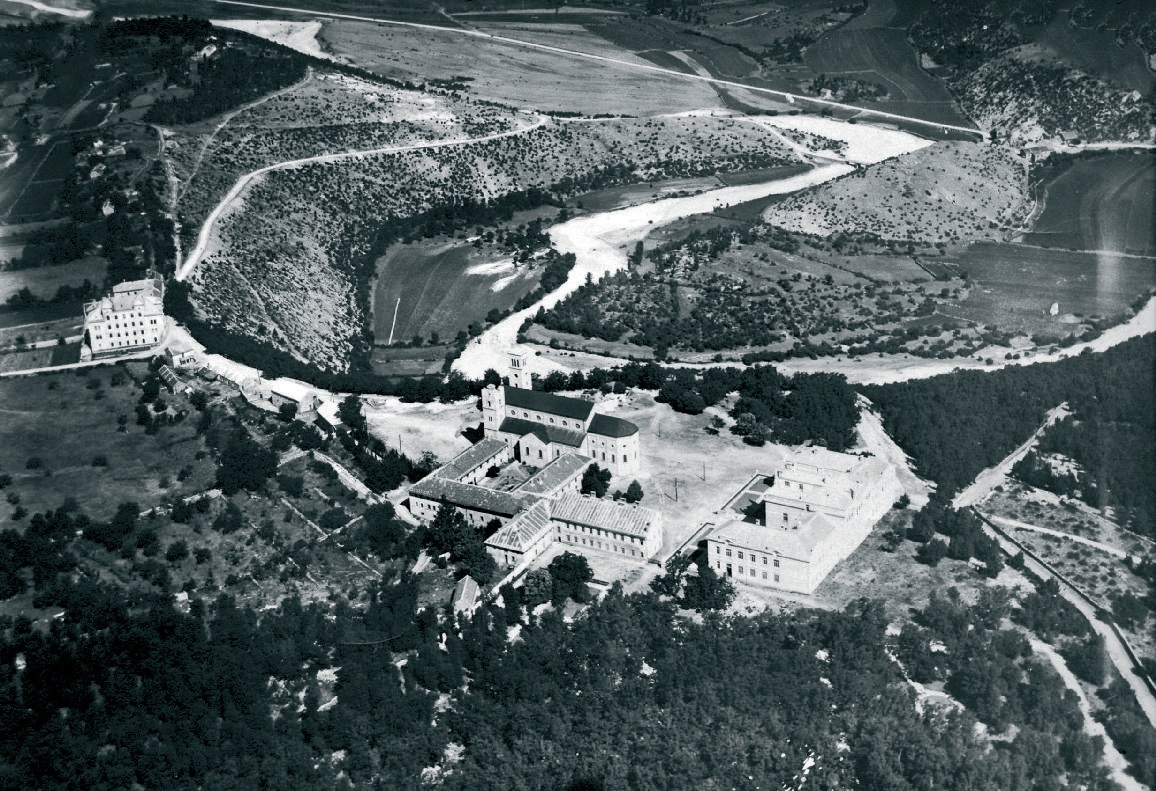
Klosteranlage mit Konvent und noch unvollendeter Klosterkirche, daneben das Gymnasium, 1905.

Im Jahr 1905 wurde die alte Klosterkirche abgerissen und stattdessen die Mariä-Himmelfahrts-Kirche erbaut. 
Im Zweiten Weltkrieg eroberten kommunistische Tito-Partisanen die Stadt und das Kloster Široki Brijeg. Nach der Einnahme wurden zwischen dem 7. und 15. Februar 1945 etwa 21 Franziskaner im Kloster und umliegenden Orten beim Massaker von Široki Brijeg getötet. Schulen und Kloster wurden schwer verwüstet und das Inventar geraubt oder öffentlich verbrannt.

## Trivia

Wappen der Stadt Široki Brijeg

Seit 1998 ist die Klosterkirche die Wappenfigur im Wappenschild der Stadt.